# JUKE BOX (関ジャニ∞のアルバム)
『JUKE BOX』（ジュークボックス）は、関ジャニ∞の6枚目のフル・アルバム。2013年10月16日にインペリアルレコードから発売された。

## 概要
- 前作『FIGHT』から約1年11か月振りのリリース[注 1]。
- CDは初回限定盤A・B、通常盤の3形態で発売。
- シングル曲「あおっぱな」「へそ曲がり/ここにしかない景色」「涙の答え」の他、メンバーの錦戸亮が作詞、錦戸と安田章大が作曲した新曲「Your WURLITZER」など、全形態共通で全15曲を収録[11]。
  - キマグレンのISEKI、Skoop On Somebody、童子-T、ヒャダインから楽曲提供された新曲も収録[12]。
    - 楽曲提供の詳細は本項「#収録曲」及び「#楽曲提供者」を参照。

  - 通常盤の特典CDには、自身のライブツアー『KANJANI∞ LIVE TOUR JUKE BOX』にて行われたライブ連動企画「男気対決」で競われたメンバー自作のユニット曲2曲と、関ジャニ∞全員がそれぞれ作詞を行い、安田が作曲を務めた新曲「All is well」を収録[12]。
- 初回限定盤には特典DVDを付属。
  - 初回限定盤Aには、村上が企画し、BBQを楽しみながら、アルバムについて、ツアーについてなどメンバーが真剣に語りつつ笑いの絶えないドキュメンタリー映像「基本に帰るぞ! 今日はユルめに! 関ジャニ∞BBQパーティー!!」と、23rdシングル『へそ曲がり/ここにしかない景色』の発売時に実施したキャンペーンで各メンバーがそれぞれ全国各地の名所やグルメを堪能したロケ映像や同作リリース記念イベントの映像を収めた「"ここにしかない景色"を訪ねて」を収録[13]。
  - 初回限定盤Bには、本作のリード曲である「TAKOYAKI in my heart」のミュージック・ビデオとメイキング映像、更に前述のライブツアー『KANJANI∞ LIVE TOUR JUKE BOX』で行われた「男気対決」のユニットを決めと楽曲制作の様子を収めた映像「関ジャニ∞ガチンコ選抜 新ユニット決定!!」を収録[14]。
- 本作の初回限定盤または通常盤をCDショップ対象店にて1枚購入につき、チケットホルダー、オリジナルストラップ、オリジナルステッカーのいずれかが当たる店頭抽選会が実施された[15]。
- 自身のアルバムとしては初めて年間TOP10入りを果たした。
- 本作はテイチクエンタテインメントから発売された最後のアルバムである。
- 2024年1月1日、デビュー20周年を記念し、過去にリリースされた全楽曲が各種音楽ダウンロードサービス、サブスクリプションサービスで配信されることに伴い、表題曲「All is well」がシングル『喝采』の収録曲として配信開始され[注 2]、同年1月24日には本作の全収録曲の配信も開始された[16][17][18]。

### 各形態概要
| ＃ | 曲名                 |
| -- | -------------------- |
| 1  | TAKOYAKI in my heart |
| 2  | レスキューレスキュー |
| 3  | Sorry Sorry love     |
| 4  | へそ曲がり           |
| 5  | 青春ノスタルジー     |
| 6  | 涙の答え             |
| 7  | 夕闇トレイン         |
| 8  | クラゲ               |
| 9  | Dear Summer様!!      |
| 10 | あおっぱな           |
| 11 | 北風ブルース         |
| 12 | あなたへ             |
| 13 | Your WURLITZER       |
| 14 | West side!!          |
| 15 | ここにしかない景色   |

| ＃ | 曲名                             | 形態             |
| -- | -------------------------------- | ---------------- |
| 1  | ビースト!!（村上・丸山・錦戸）   | 通常盤（特典CD） |
| 2  | 狩(仮)（横山・渋谷・安田・大倉） | 通常盤（特典CD） |
| 3  | All is well                      | 通常盤（特典CD） |

| 特典内容 | 形態                   |        |
| --- | ---------------------- | ------ |
| 店頭抽選会 - A賞：JUKE BOXチケットホルダー - B賞：JUKE BOXストラップ - C賞：JUKE BOXジャケットデザインステッカー | 全形態                 |        |
| ユニット投票券                                                                                                   | 全形態                 |        |
| 特典DVD（詳細は「#特典DVD」を参照）                                                                              | 初回限定盤A            |        |
| JUKE BOX LYRICS & PHOTO BOOK ～BBQ ver.～（64P）                                                                 | 初回限定盤A            |        |
| 特典DVD（詳細は「#特典DVD」を参照）                                                                              | 初回限定盤A            |        |
| JUKE BOX LYRICS & PHOTO BOOK ～TAKOYAKI ver.～（64P）                                                            | 初回限定盤A            |        |
| 特典CD（詳細は「#特典CD」を参照）                                                                                | 初回限定盤A            | 通常盤 |
| 三方背ケース仕様                                                                                                 | 通常盤（初回プレス分） |        |
| LIVE TOUR CALENDAR CARD                                                                                          | 通常盤（初回プレス分） |        |

## 販売形態
- 発売日：2013年10月16日
  - 初回限定盤A（TECI-8024：CD+DVD）
    - 三方背トールケース仕様
    - JUKE BOX LYRICS & PHOTO BOOK ～BBQ ver.～（64P）封入
    - ユニット投票券封入

  - 初回限定盤B（TECI-8025：CD+DVD）
    - 三方背トールケース仕様
    - JUKE BOX LYRICS & PHOTO BOOK ～TAKOYAKI ver.～（64P）封入
    - ユニット投票券封入

  - 通常盤（TECI-8026：2CD）
    - 三方背ケース仕様（初回プレス盤のみ）
    - LIVE TOUR CALENDAR CARD封入（初回プレス盤のみ）
    - ユニット投票券封入
- 発売日：2015年7月1日
  - 通常盤：再発売（JACA-5558~5559：2CD）
    - 自身の所属レコード会社を『テイチクエンタテインメント』から『INFINITY RECORDS』へ移籍したため、INFINITY RECORDSより再発売。
- 発売日：2019年7月12日
  - 通常盤：十五催ハッピープライス盤（JSNC-1592~1593：2CD）
    - 自身の配信アプリ『関ジャニ∞アプリ』対応のため、15%オフでの再発売。
- 発売日：2024年1月24日
  - 配信作品
    - デビュー20周年を記念した音楽ダウンロードサービスおよびサブスクリプションサービスでの配信[16][17][18]。

## チャート成績

### アルバムチャート順位
- オリコンチャート
  - 初日202,860枚を売り上げ、2013年10月15日付の「オリコンデイリー CDアルバムランキング」で初登場1位を獲得した[1]。
    - 初日売上が20万枚を突破するのは初である。

  - 初週322,957枚を売り上げ、2013年10月28日付の「オリコン週間 CDアルバムランキング」で週間1位を獲得した[2][3]。
    - 6作連続、通算6作目のアルバム1位獲得となった[2]。
    - 初動売上が30万枚を突破するのは初である[2]。
    - 本作で初週売上の自己最高記録を更新した[2]。

  - 累計357,889枚を売り上げ、2013年10月度「オリコン月間 CDアルバムランキング」で月間2位を獲得した[4]。
  - 累計373,019枚を売り上げ、2013年度「オリコン年間 CDアルバムランキング」で年間7位を獲得した[5]。
    - 同チャートで自身のアルバムがトップ10に入るのは初である。

  - 2021年10月現在、自身のオリコンアルバム売上ランキング2位である。
- Billboard JAPAN
  - 2013年10月23日公開の「Billboard Japan Top Albums Sales」で週間1位を獲得した[6]。
  - 2013年度「Billboard Japan Top Albums Sales Year End」で年間8位を獲得した[8]。
    - 同チャートで自身のアルバムがトップ10に入るのは初である。

  - 2024年1月31日公開の「Billboard Japan Download Albums」で週間90位を獲得した[7]。

### 各曲チャート順位
※シングル曲は各ページを参照。
- Billboard JAPAN
  - 2013年10月23日公開の「Billboard Japan Hot 100」で本作のリード曲「TAKOYAKI in my heart」が週間12位を獲得した[19]。

## 収録曲

### CD
1. TAKOYAKI in my heart - [4:57]
作詞・作曲：前山田健一
編曲：大西省吾
  - 本作のリードトラック
  - ヒャダインからの楽曲提供。
2. レスキューレスキュー - [3:49]
作詞・作曲：井上ジョー
編曲：Peach
  - 井上ジョーからの楽曲提供。
3. Sorry Sorry love - [3:55]
作詞：SHIKATA
作曲・編曲：SHIKATA、KAY
4. へそ曲がり - [4:17]
作詞・作曲：TAKESHI
編曲：大西省吾
  - 23rdシングルの1曲目
  - テレビ朝日系金曜ナイトドラマ『お天気お姉さん』主題歌[20]
5. 青春ノスタルジー - [4:13]
作詞・作曲：Skoop On Somebody
編曲：釣俊輔
  - Skoop On Somebodyからの楽曲提供。
6. 涙の答え - [4:58]
作詞：Saori
作曲：Nakajin
編曲：野間康介
  - 24thシングル
  - ショウゲート配給映画『100回泣くこと』主題歌[21]
  - SEKAI NO OWARIのSaoriとNakajinからの楽曲提供。
7. 夕闇トレイン - [4:36]
作詞：田中秀典
作曲・編曲：野間康介
8. クラゲ - [4:54]
作詞・作曲：ISEKI from キマグレン
編曲：久米康嵩
  - キマグレンのISEKIからの楽曲提供。
9. Dear Summer様!! - [3:49]
作詞・作曲：GAKU
編曲：久米康嵩、GAKU
10. あおっぱな - [3:56]
作詞：増子直純
作曲：上原子友康
編曲：大西省吾
  - 22ndシングル
  - テレビ朝日系金曜ナイトドラマ『ボーイズ・オン・ザ・ラン』主題歌[22]
  - 怒髪天の増子直純と上原子友康からの楽曲提供。
11. 北風ブルース - [4:35]
作詞・作曲：葉山拓亮
編曲：野間康介
12. あなたへ - [4:06]
作詞：童子-T
作曲：童子-T、REO
編曲：REO
  - 童子-Tからの楽曲提供。
13. Your WURLITZER - [2:12]
作詞：錦戸亮
作曲：錦戸亮、安田章大
編曲：Peach
  - メンバーの錦戸亮と安田章大が制作した楽曲。
  - 横山と村上は歌唱パートが無いが、ユニット曲の定義はされていない[注 3]。
14. West side!! - [4:16]
作詞・作曲・編曲：Peach
15. ここにしかない景色 - [4:24]
作詞・作曲：A.F.R.O
編曲：大西省吾
  - 23rdシングルの2曲目
  - 東宝配給映画『県庁おもてなし課』主題歌[23]

### 特典CD（通常盤）
1. ビースト!! / 村上信五・丸山隆平・錦戸亮 - [3:53]
作詞：錦戸亮
作曲：朱鷺羽ソウ
編曲：高橋浩一郎
  - 村上・丸山・錦戸のユニット曲。
  - 錦戸自身が制作した楽曲。
2. 狩(仮) / 横山裕・渋谷すばる・安田章大・大倉忠義 - [4:50]
作詞：ヨシャオ族[注 4]
作曲・編曲：大西省吾
  - 横山・渋谷・安田・大倉のユニット曲。
  - 横山と渋谷と安田と大倉が「ヨシャオ族」名義で制作した楽曲。
3. All is well - [5:46]
作詞：関ジャニ∞
作曲：安田章大
編曲：野間康介
  - 関ジャニ∞自身が制作した楽曲。
  - 47thシングル『喝采』初回限定盤のカップリングとして、5人で再録したバージョンを収録[24]。

### 配信
配信限定作品。2024年1月24日に配信された。
1. TAKOYAKI in my heart
2. レスキューレスキュー
3. Sorry Sorry love
4. へそ曲がり
5. 青春ノスタルジー
6. 涙の答え
7. 夕闇トレイン
8. クラゲ
9. Dear Summer様!!
10. あおっぱな
11. 北風ブルース
12. あなたへ
13. Your WURLITZER
14. West side!!
15. ここにしかない景色
16. ビースト!! / 村上信五・丸山隆平・錦戸亮
17. 狩(仮) / 横山裕・渋谷すばる・安田章大・大倉忠義
18. All is well

### 特典DVD

#### 初回限定盤A
| #         | タイトル                                                             | 作詞   | 作曲・編曲 | 時間  |
| --------- | -------------------------------------------------------------------- | ------ | ---------- | ----- |
| 1.        | 「基本に帰るぞ! 今日はユルめに! 関ジャニ∞BBQパーティー!!」(企画映像) |        |            | 76:03 |
| 2.        | 「"ここにしかない景色"を訪ねて」                                     |        |            | 26:21 |
| 合計時間: | 合計時間:                                                            | 102:24 |            |       |

#### 初回限定盤B
| #         | タイトル                                   | 作詞  | 作曲・編曲 | 時間  |
| --------- | ------------------------------------------ | ----- | ---------- | ----- |
| 1.        | 「TAKOYAKI in my heart」(Music Clip)       |       |            | 6:01  |
| 2.        | 「TAKOYAKI in my heart」(Making)           |       |            | 17:59 |
| 3.        | 「関ジャニ∞ガチンコ選抜 新ユニット決定!!」 |       |            | 48:40 |
| 合計時間: | 合計時間:                                  | 72:40 |            |       |

## タイアップ
※表記は発売順
- あおっぱな
  - テレビ朝日系金曜ナイトドラマ『ボーイズ・オン・ザ・ラン』主題歌[22]
- へそ曲がり
  - テレビ朝日系金曜ナイトドラマ『お天気お姉さん』主題歌[20]
- ここにしかない景色
  - 東宝配給映画『県庁おもてなし課』主題歌[23]
- 涙の答え
  - ショウゲート配給映画『100回泣くこと』主題歌[21]

## 楽曲提供者
※表記は曲順通り

### アーティスト作
- ヒャダイン
  - 「TAKOYAKI in my heart」(作詞・作曲)[注 6]
- 井上ジョー
  - 「レスキューレスキュー」(作詞・作曲)
- Skoop On Somebody
  - 「青春ノスタルジー」(作詞・作曲)
- SEKAI NO OWARI
  - Saori
    - 「涙の答え」(作詞)

  - Nakajin
    - 「涙の答え」(作曲)
- ISEKI（キマグレン）
  - 「クラゲ」(作詞・作曲)
- 怒髪天
  - 増子直純
    - 「あおっぱな」(作詞)

  - 上原子友康
    - 「あおっぱな」(作曲)
- 童子-T
  - 「あなたへ」(作詞・作曲)

### メンバー作
- 錦戸亮
  - 「Your WURLITZER」(作詞・作曲)
  - 「ビースト!!」(作詞)[注 7]
- 安田章大
  - 「Your WURLITZER」(作曲)
  - 「狩(仮)」(作詞)[注 8][注 7]
  - 「All is well」(作曲)[注 7]
- 横山裕
  - 「狩(仮)」(作詞)[注 8][注 7]
- 渋谷すばる
  - 「狩(仮)」(作詞)[注 8][注 7]
- 大倉忠義
  - 「狩(仮)」(作詞)[注 8][注 7]
- 関ジャニ∞
  - 「All is well」(作詞)[注 7]

## 収録作品
※シングル曲は各ページを参照。

### アルバム
Sorry Sorry love
- 2ndベストアルバム『GR8EST』（201∞限定盤 特典CD）

※メドレーの1曲として収録。

### シングル
All is well
- 47thシングル『喝采』（初回限定盤）

※5人の再録バージョンを収録。

### 映像作品

#### ライブ映像
TAKOYAKI in my heart
- 10thライブDVD/Blu-ray『KANJANI∞ LIVE TOUR JUKE BOX』
- 11thライブDVD/Blu-ray『十祭』
- 16thライブDVD/Blu-ray『関ジャニ'sエイターテインメント』
- 22ndライブBlu-ray/DVD『KANJANI∞ DOME LIVE 18祭』

レスキューレスキュー
- 10thライブDVD/Blu-ray『KANJANI∞ LIVE TOUR JUKE BOX』

Sorry Sorry love
- 10thライブDVD/Blu-ray『KANJANI∞ LIVE TOUR JUKE BOX』
- 17thライブDVD/Blu-ray『関ジャニ'sエイターテインメント ジャム』
- 24thライブBlu-ray/DVD『超DOME TOUR 二十祭』

青春ノスタルジー
- 10thライブDVD/Blu-ray『KANJANI∞ LIVE TOUR JUKE BOX』

夕闇トレイン
- 10thライブDVD/Blu-ray『KANJANI∞ LIVE TOUR JUKE BOX』
- 21stライブDVD/Blu-ray『KANJANI∞ STADIUM LIVE 18祭』
- 50thシングル『アンスロポス』（初回限定「冬」盤 特典Blu-ray/DVD）

クラゲ
- 10thライブDVD/Blu-ray『KANJANI∞ LIVE TOUR JUKE BOX』
- 21stライブDVD/Blu-ray『KANJANI∞ STADIUM LIVE 18祭』

※初回限定盤Aの特典DVD/Blu-rayにも収録。

Dear Summer様!!
- 10thライブDVD/Blu-ray『KANJANI∞ LIVE TOUR JUKE BOX』
- 15thライブDVD/Blu-ray『関ジャニ∞リサイタル 真夏の俺らは罪なヤツ』
- 21stライブDVD/Blu-ray『KANJANI∞ STADIUM LIVE 18祭』

あなたへ
- 10thライブDVD/Blu-ray『KANJANI∞ LIVE TOUR JUKE BOX』

Your WURLITZER
- 10thライブDVD/Blu-ray『KANJANI∞ LIVE TOUR JUKE BOX』
- 15thライブDVDiBlu-ray『関ジャニ∞リサイタル 真夏の俺らは罪なヤツ』
- 錦戸ソロ6thライブBlu-ray/DVD『錦戸亮 LIVE TOUR 2024 "NOMADOFNOWHERE"』（特別仕様Untitled盤 特典Blu-ray/DVD）

※錦戸がソロで披露。
※特典CDにはライブ音源を収録。

West side!!
- 10thライブDVD/Blu-ray『KANJANI∞ LIVE TOUR JUKE BOX』

ビースト!!
- 10thライブDVD/Blu-ray『KANJANI∞ LIVE TOUR JUKE BOX』

狩(仮)
- 10thライブDVD/Blu-ray『KANJANI∞ LIVE TOUR JUKE BOX』

All is well
- 10thライブDVD/Blu-ray『KANJANI∞ LIVE TOUR JUKE BOX』
- 12thライブDVD/Blu-ray『関ジャニズム LIVE TOUR 2014≫2015』
- 21stライブDVD/Blu-ray『KANJANI∞ STADIUM LIVE 18祭』

※初回限定盤A・Bの特典DVD/Blu-rayにも収録。

#### ミュージック・ビデオ
TAKOYAKI in my heart
- 2ndベストアルバム『GR8EST』（完全限定豪華盤 特典DVD）

ビースト!!
- 10thライブDVD/Blu-ray『KANJANI∞ LIVE TOUR JUKE BOX』（Blu-ray盤）

All is well
- 47thシングル『喝采』（初回限定盤 特典DVD）

※5人の再録バージョンのMVを収録。

## 関連ライブ
- 関ジャニ∞ LIVE TOUR JUKE BOX（2013年11月8日 - 2014年1月19日、全13公演）